# Claes Uggla (1899)
Claes Uggla, officiellt HM torpedkryssare Claes Uggla, var en torpedkryssare i svenska flottan som sjösattes den 9 december 1899. Hon byggdes av Bergsunds Mekaniska Verkstad vid Finnboda slip i Stockholm. Fartyget fick sitt namn från den svenska amiralen Claas Uggla. Den 22 juni 1917 strandade fartyget på Storgrundet vid Gnäggen söder om Ulvön i Örnsköldsviks skärgård. Efter flera misslyckade försök att dra loss Claes Uggla så bröts hon itu och sjönk natten till den 30 augusti 1917.

Claes Ugglas vapen.